# Caribbean Community Climate Change Centre
Het Caribbean Community Climate Change Centre (CCCCC, ook wel 5Cs) is een instelling van de Caricom. Het is gevestigd in Belmopan, de hoofdstad van Belize.
Het CCCCC werd in 2001 opgericht en werd volledig operationeel in februari 2004. Het dient als een kenniscentrum voor kwesties op het gebied van klimaatverandering en  op de anticipatie erop van de aangesloten landen.

## Aangesloten landen
De volgende landen zijn aangesloten:
- Anguilla
- Antigua en Barbuda
- Bahama's
- Barbados
- Belize
- Bermuda
- Britse Maagdeneilanden
- Dominica
- Grenada
- Guyana
- Haiti
- Jamaica
- Kaaimaneilanden
- Montserrat
- Saint Kitts en Nevis
- Saint Lucia
- Saint Vincent en de Grenadines
- Suriname
- Trinidad en Tobago
- Turks- en Caicoseilanden